# Robin Olsen
Robin Patrick Olsen (ur. 8 stycznia 1990 w Malmö) – szwedzki piłkarz grający na pozycji bramkarza w angielskim klubie Aston Villa oraz w reprezentacji Szwecji. Uczestnik Mistrzostw Świata w 2018 roku.

## Kariera klubowa
Swoją karierę piłkarską Olsen rozpoczął w klubie Malmö FF w 1997 roku. W 2007 roku został zawodnikiem klubu Bunkeflo IF, przemianowanego w tym samym roku na IF Limhamn Bunkeflo. W 2008 roku spadł z nim z Superettan do Division 1. W 2011 roku odszedł do grającego w Division 2 (IV poziom rozgrywek) IFK Klagshamn, w którym spędził rok.
W 2012 roku Olsen wrócił do Malmö FF. 1 października 2012 zadebiutował w nim w pierwszej lidze szwedzkiej w wygranym 2:0 wyjazdowym meczu z Syrianska FC. W 2013 roku wywalczył tytuł mistrza Szwecji, a także zdobył Superpuchar Szwecji. W 2014 roku ponownie sięgnął po te trofea. 2 lipca 2015 roku został nowym zawodnikiem greckiego PAOKu Saloniki. Jego debiut w tym zespole przypadł na mecz 2. rundy eliminacyjnej Ligi Europy (2015/2016) przeciwko chorwackiemu zespołowi NK Lokomotiva.
W styczniu 2016 roku został wypożyczony do końca sezonu do FC København. Zadebiutował wygranym 2:1 meczu z Esbjerg fB. Do końca sezonu 2015/2016 zanotował w lidze duńskiej 14 występów i wraz z zespołem zdobył puchar oraz mistrzostwo kraju. Po zakończeniu sezonu duński klub zdecydował się na wykupienie Olsena za 750 tysięcy euro. W sezonie 2016/2017 ponownie z Kopenhagą został mistrzem kraju oraz zdobył puchar kraju. 
Po sezonie 2017/2018 został nowym zawodnikiem AS Romy. Kwota transferu wyniosła 8,5 miliona euro. We włoskim klubie zadebiutował 19 sierpnia 2018 roku w meczu 1. kolejki Serie A przeciwko Torino.
Stan na: 22 maja 2022 r.
| Sezon   | Klub                | Kraj    | Rozgrywki          | Mecze | Bramki |
| ------- | ------------------- | ------- | ------------------ | ----- | ------ |
| 2007    | Bunkeflo IF         | Szwecja | Superettan         | 0     | 0      |
| 2008    | IF Limhamn Bunkeflo | Szwecja | Superettan         | 0     | 0      |
| 2009    | IF Limhamn Bunkeflo | Szwecja | Division 1         | 8     | 0      |
| 2010    | IF Limhamn Bunkeflo | Szwecja | Division 1         | 18    | 0      |
| 2011    | IFK Klagshamn       | Szwecja | Division 2         | 19    | 0      |
| 2012    | Malmö FF            | Szwecja | Allsvenskan        | 1     | 0      |
| 2013    | Malmö FF            | Szwecja | Allsvenskan        | 10    | 0      |
| 2014    | Malmö FF            | Szwecja | Allsvenskan        | 29    | 0      |
| 2015    | Malmö FF            | Szwecja | Allsvenskan        | 13    | 0      |
| 2015/16 | PAOK FC             | Grecja  | Superleague Ellada | 6     | 0      |
| 2015/16 | FC København        | Dania   | Superligaen        | 14    | 0      |
| 2016/17 | FC København        | Dania   | Superligaen        | 33    | 0      |
| 2017/18 | FC København        | Dania   | Superligaen        | 23    | 0      |
| 2018/19 | AS Roma             | Włochy  | Serie A            | 27    | 0      |
| 2019/20 | Cagliari Calcio     | Włochy  | Serie A            | 17    | 0      |
| 2020/21 | Everton F.C.        | Anglia  | Premier League     | 7     | 0      |
| 2021/22 | Sheffield United    | Anglia  | Premier League     | 11    | 0      |
| 2021/22 | Aston Villa F.C.    | Anglia  | Premier League     | 1     | 0      |
| 2021/22 | Aston Villa F.C.    | Anglia  | Premier League     | 0     | 0      |

## Kariera reprezentacyjna
W reprezentacji Szwecji Olsen zadebiutował 15 stycznia 2015 w wygranym 2:0 towarzyskim meczu z Wybrzeżem Kości Słoniowej, rozegranym w Abu Zabi. Znalazł się w kadrze Szwecji na Mistrzostwa Europy 2016. 
Podstawowy bramkarz Szwecji na Mistrzostwach Świata 2018, gdzie zachował trzy czyste konta. oraz Mistrzostwach Europy w 2020 roku gdzie zachował jedno czyste konto. 